# Wilhelm Kolberg
Wilhelm  Karol Adolf Kolberg (ur. 13 czerwca 1807 w Warszawie, zm. 4 czerwca 1877 tamże) – inżynier, syn Juliusza, profesora miernictwa i geodezji na Uniwersytecie Warszawskim i Fryderyki Karoliny Mercoeur, starszy brat Oskara.
Po nauce w Liceum Warszawskim, które ukończył w 1825, wstąpił do korpusu inżynierów wojska polskiego i słuchał kursów w Szkole Artylerii i Uniwersytecie Warszawskim. Zbudował kilka dróg, był też inżynierem Kanału Augustowskiego, a także członkiem zarządu budowy drogi żelaznej warszawsko-wiedeńskiej.
Opublikował kilka opracowań, m.in. "Wzory rysunków topograficznych" (1837); "Drogi żelazne w Europie" (1844); "Plan miasta stołecznego Warszawy"; "Wisła" (wyszła tylko część II, 1861) i inne.
Aktywny działacz parafii ewangelicko-augsburskiej Świętej Trójcy w Warszawie. W latach 1874–1877 Prezes Kolegium Kościelnego.
Pochowany został na cmentarzu ewangelicko-augsburskim w Warszawie (aleja 24, grób 34).